# جمالی زایرحسین
جمالی زایرحسین، روستایی است از توابع بخش مرکزی شهرستان تنگستان استان بوشهر ایران.

## جمعیت
این روستا در دهستان اهرم قرار داشته و بر اساس سرشماری سال ۱۳۹۰ جمعیت آن ۳۲۳نفر (۸۹خانوار) بوده‌است.